# Kristi förklarings katedral, Abakan
Kristi förklarings katedral (ryska: Спасо-Преображенский собор; translitteration: Spaso-Preobrashenskyj sobor; kyrkslaviska: Спа́со-Преображенскїй собо́ръ) är en rysk-ortodox katedral belägen i staden Abakan, i delrepubliken Chakassien i södra Sibirien, i Ryssland. 
Katedralen är helgad åt Kristi förklaring och tillhör Abakans stift i den rysk-ortodoxa kyrkan.

## Historik
Kristi förklarings katedral i Abakan ritades av arkitekt A. V. Krylov.
År 1999 påbörjades byggandet av katedralen. Den 27 maj samma år invigde biskop Vikenty av Abakan och Kyzyl den första stenen i grunden till katedralen som höll på att byggas.
Den 19 augusti 2001 invigdes den lägre delen av katedralen. Den 23 december samma år ägde det rum en mindre invigning av katedralens övre del för att hedra Kristi förklaring. Den 19 augusti 2005 genomförde fyra biskopar en större invigning av den övre delen.
Katedralens ikonostas invigdes den 19 augusti 2006. Samma år byggdes två sidokapell vid den övre delen. Det vänstra kapellet invigdes den 6 oktober 2006 och det högra den 26 oktober samma år.

## Katedralen

### Exteriör
Katedralen har sju kupoler och är gjorda av metall.
Den lägre delen av katedralen är en dopkyrka.
Katedralens totala yta är 1637 kvadratmeter, höjden från marken till toppen av klocktornet är 49,2 meter och kapaciteten är upp till 1000 personer.

### Inventarier
Inne i katedralen finns en ikonostas som har fem nivåer av ikoner.

### Klockor
Katedralens klocktorn har 12 klockor. Den största klockan väger 5670 kg. 

## Bilder

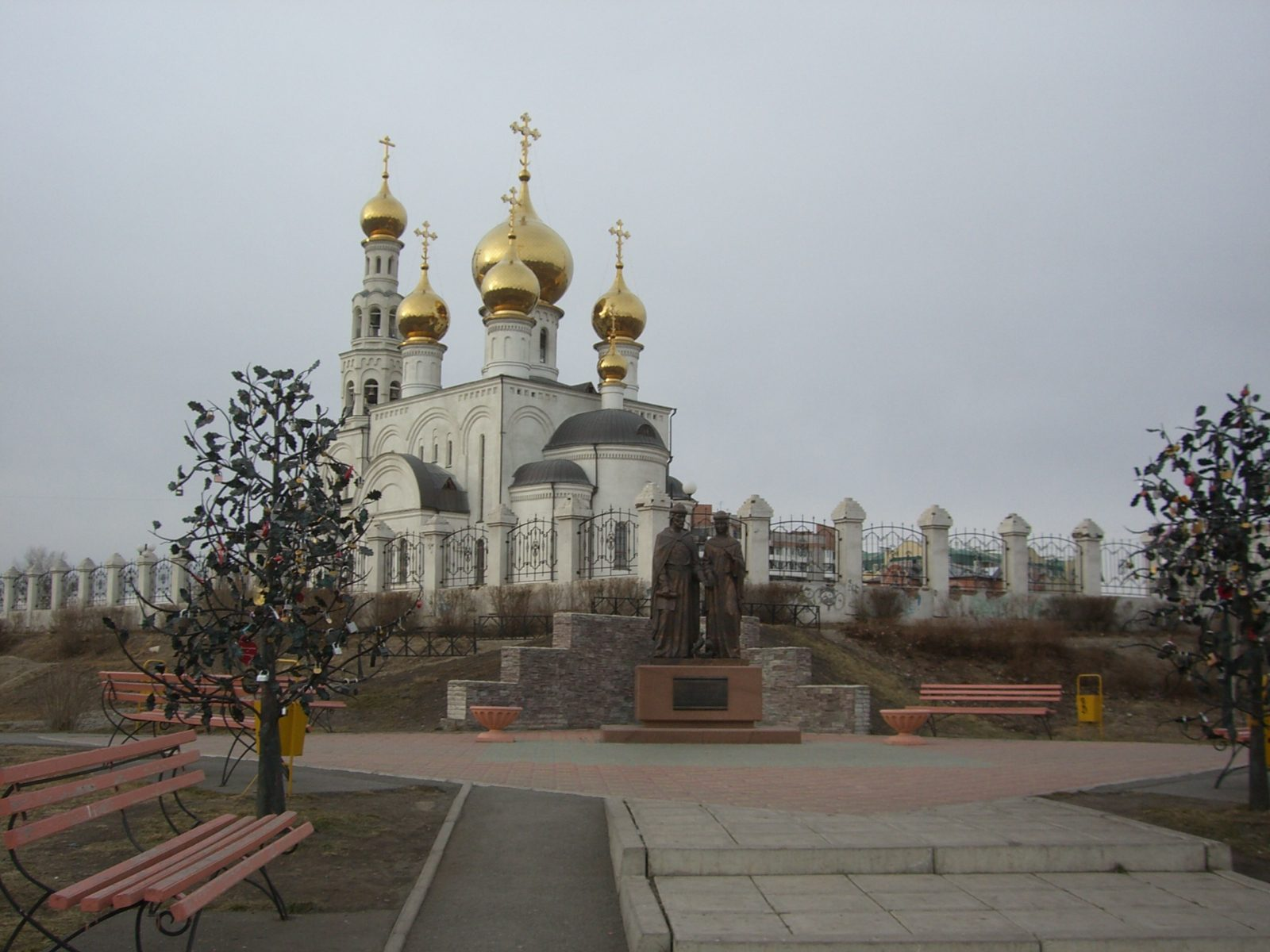
Katedralens baksida/absid.